# Diaphania superalis
Diaphania superalis is een vlinder uit de familie van de grasmotten (Crambidae), uit de onderfamilie van de Spilomelinae. De wetenschappelijke naam van deze soort is voor het eerst voorgesteld als Phakellura superalis door Achille Guenée in een publicatie uit 1854.
De voorvleugellengte van het mannetje varieert van 18 tot 21 millimeter en van het vrouwtje van 20 tot 22 millimeter.

## Verspreiding
De soort komt voor in Mexico, Guatemala, Nicaragua, Costa Rica, Colombia, Venezuela, Brazilië, Ecuador Bolivia en Peru.

## Habitat
Deze vlinder kan worden aangetroffen in regen- en nevelwouden tussen 100 en 1100 meter boven zeeniveau.